# LEGO スター・ウォーズ:ドロイド・テイルズ
『LEGO スター・ウォーズ：ドロイド・テイルズ』（原題：Lego Star Wars: Droid Tales）は、『ディズニーXD』が制作したアメリカのレゴブロックから販売したスター・ウォーズの3Dテレビアニメで、アメリカでは2015年7月から11月にかけて放送された。

## あらすじ
ジェダイの帰還の出来事を経て、反乱同盟軍が銀河帝国に勝利したことを祝って、C-3POとR2-D2は昔のクローン大戦における冒険、『スター・ウォーズ 反乱者たち』でゴースト・チームと共に行動したこと、そして銀河帝国に対する反乱のことを述べていた。その最中、R2-D2は誘拐され、C-3POは誘拐犯と対決した。誘拐犯はランド・カルリジアンであると判明したが、C-3PO、R2-D2、そしてC-3POからR2-D2の捜索を求められたチューバッカがヴィアーズ将軍とストームトルーパーの残党に捕まった。そして、アクバー提督の助けもあって3人は脱出に成功し、エンドアに戻って友達とお祝いを続けることができた。

## キャラクター
キャラクターの声優は、左が日本語で右が英語の担当声優である。

### メインキャラクター
C-3PO
声 - 飛田展男 / アンソニー・ダニエルズ
本作のロボット主人公。記憶を消去したのだが、R2-D2に記録メモリー持ってきたおかげで話ができるロボット。
R2-D2
声 - なし / なし
C-3POの親友ロボット。ランド・カルリジアンに捕まりデイジーメイの船に連れ去った。
ナレーター
声 - 土師孝也 / トム・ケイン

### 準メインキャラクター
ルーク・スカイウォーカー
声 - 成瀬誠 / エリック・バウザ
ハン・ソロ
声 - 東地宏樹 / マイケル・デンジャーフィールド
チューバッカ
声 - なし / なし
タトゥイーンに着くとき、C-3POがバトル・ドロイド工場へ向かうところだった。
レイア姫
声 - 白川万紗子 / ヘザー・ドークセン
アクバー提督
声 - 後藤光祐 / トレバー・デュバル
ランド・カルリジアン
声 - 高瀬右光 / ビリー・ディー・ウィリアムズ
R2-D2連れ去った裏切ったのだが、ビジネスで建て直していたが、ヴィアーズ将軍に騙し捕まってしまった。

### 敵キャラクター
ヴィアーズ将軍
声 - 北田理道 / コリン・マードック
ダース・ベイダー
声 - 土師孝也 / マット・スローン
ダース・シディアス / パルパティーン最高議長
声 - 浦山迅 / トレバー・デュバル

### ゲストキャラクター

#### 第1話「エンドアからの旅立ち」
オビ＝ワン・ケノービ
声 - 小松史法 / マイケル・ドノヴァン、サムエル・ビンセント
パドメ・アミダラ
声 - 渡辺広子 / モンタナ・ノルベルグ
アナキン・スカイウォーカー
声 - 後藤ヒロキ、津村まこと / カービー・モロウ、デナル・ホームズ
ヨーダ
声 - 塾一久 / トム・ケイン
メイス・ウィンドゥ
声 - 烏丸祐一 / エイドリアン・ホームズ
ワトー
声 - 落合弘治 / ブライアン・ドラモンド
ヌート・ガンレイ
声 - 落合弘治 / リー・トッカー
ドゥークー伯爵
声 - ふくまつ進紗 / マイケル・ドノヴァン
パナカ隊長
声 - 飛田展男 / マイケル・ドノヴァン
クワイ＝ガン・ジン
声 - 土師孝也 / トム・ケイン
ジャンゴ・フェット
声 - 後藤光祐 / トレバー・デュバル
ジャー・ジャー・ビンクス
声 - 越後屋コースケ / トレバー・デュバル
ダース・モール
声 - 飛田展男 / リー・トッカー
シミ・スカイウォーカー
声 - 三瓶由布子 / ヘザー・ドークセン

#### 第2話「コルサントの危機」
グリーヴァス将軍
声 - 中村浩太郎 / カービー・モロウ

#### 第3話「モス・アイズリーへのミッション」
ベイル・オーガナ
声 - 加藤亮夫 / アンドリュー・フランシス
エズラ
声 - 高梨謙吾 / エイドリアン・ペトリ
ケイナン
声 - 山野井仁 / マイケル・ベンヤアー
ヘラ
声 - 斎藤恵理 / ニコール・オリバー
チョッパー / C1-10P
声 - なし / なし
ゼブ
声 - 後藤光祐 / ブライアン・ドラモンド
サビーヌ
声 - 三瓶由布子 / エリシア・ロタル
エージェント・カラス
声 - 加瀬康之 / アラン・マリオット
モッティ提督
声 - 後藤光祐 / ブライアン・ドラモンド

#### 第4話「ファルコン号のフライト」
ボバ・フェット
声 - 後藤光祐 / トレバー・デュバル
ナイン・ナン
声 - なし / トレバー・デュバル

#### 第5話「ジオノーシスの策略」
モン・モスマ
声 - 三瓶由布子 / ヘザー・ドークセン
ラスティー
声 - 越後屋コースケ / エリック・バウザ

## 各話リスト
| 1 | エンドアからの旅立ち           | Exit From Endor       | マイケル・ヘグナー | マイケル・プライス | 2015年 7月6日 | 2016年 4月29日 |
| 2 | コルサントの危機               | Crisis on Coruscant   | マーティン・スコフ | マイケル・プライス | 8月24日       | 4月30日        |
| 3 | モス・アイズリーへのミッション | Mission to Mos Eisley | マイケル・ヘグナー | マティ・スミス     | 9月7日        | 5月1日         |
| 4 | ファルコン号のフライト         | Flight of the Falcon  | マーティン・スコフ | ミック・ケリー     | 10月12日      | 5月2日         |
| 5 | ジオノーシスの策略             | Gambit on Geonosis    | マイケル・ヘグナー | マイケル・プライス | 11月2日       | 5月3日         |

## 放送
アメリカでは2015年7月6日に放送が開始し、オーストラリアとニュージーランドでは同年8月21日に放送が開始した。

## リリース
DVD版がウォルト・ディズニー・スタジオ・ホーム・エンターテイメントより2016年3月1日に発売されたほか、同日にはGoogle Playでの発売もなされた。日本でも同年8月10日にDVD版が発売された。